# 一部塞尔维亚电影
《一部塞尔维亚电影》是一部於2010年上映的塞尔维亚剝削恐怖驚悚片，斯尔詹·斯帕索耶维奇导演的首部作品。它讲述一名色情演员同意参演一部“艺术电影”，结果发现参与了这部影片充斥着儿童色情及恋尸癖的内容。影片中充斥着的强奸、恋尸、恋童的镜头引发了广泛关注。

## 剧情
米洛什是一位半退休的艳星，他與妻子玛丽亚和6歲的兒子佩塔尔住在贝尔格莱德。他的兄弟馬爾科是一名腐敗的警官，他嫉妒米洛什的生活，並對瑪麗亞有性幻想。玛丽亚很好奇丈夫對他的過去的感受，也很關心家庭的收入。曾是聯合主演的莱拉邀请米洛什在一部由武克米尔執導的藝術電影中擔任主角，武克米尔是一位獨立色情电影制作人，因为米洛什強大的勃起能力所以希望他出演。米洛什由于发现佩塔尔在看他的一部電影，而且沒有被告知武克米尔電影的細節，他猶豫着是否要參與表演，繼續他的職業生涯，但最终考虑到家庭未來的財務问题还是同意了。在會見武克米尔時，米洛什從一個禿頭男子和他的隨行人員身邊經過，警惕地打量著他們。
拍攝從一家孤兒院開始，武克米尔通過獨眼司機拉沙給的耳機向米洛什下达指示，攝製組全程跟拍。米洛什看到一個名叫耶察的年輕女孩因成為妓女而受到母親的責罵，因為她玷污了已故戰爭英雄丈夫的名誉。在一個黑暗的房間裡，荧幕播放着耶察正在吃冰棒，而米洛什正在被護士口交。然後，导演指示米洛什接受那名母亲的口交，而耶察則在一旁觀看。米洛什虽拒絕但仍被迫繼續。马尔科後來告訴他，武克米尔曾是一名心理學家，曾在兒童電視和国家安全机关工作。之後武克米尔會見了猶豫不決的米洛什來解釋他的藝術風格，放映了一部所谓“新生兒色情片”的電影，片中一名孕妇生下孩子后，拉沙立刻将婴儿強姦。米洛什氣沖沖地開走了。在路口，武克米尔的女醫生走上前来引誘了他。
一段時間後，渾身是血的米洛什在床上醒來，對發生的事情一無所知。他回到現在已经廢棄的拍摄地点，找到了幾盤录像帶。从录像帶中，米洛什發現他被下藥，处于一种攻擊性、性兴奋和易受暗示的狀態。在武克米尔操縱指示下，米洛什毆打並強奸了耶察的母親，然後將她斬首，後來，处于緊張状态的米洛什被武克米尔的安保人员㚻姦。然後，他又发现莱拉曾对米洛什的状况表示担忧，与武克米尔当面对质，但后来她的牙齒都被拔掉了，一名蒙面男子隨後進入房間，將他的陰莖強行插入她的喉嚨，以窒息方式殺死她。鏡頭繼續，米洛什被帶到耶察的家，一位老婦稱讚他殺死了她的母親，並稱耶察為“處女公社”。米洛什從窗戶跳出，逃到一條小巷，看到一個女孩經過，便開始手淫，但遭到一群暴徒的襲擊。暴徒不久便被拉沙殺死，拉沙和武克米尔隨後將米洛什帶回了一间倉庫。
在倉庫，武克米尔的醫生配制了更多的藥，但米洛什制服了她，將注射器插入了她的喉嚨。然後他被帶到一個房間裡，要與被床单盖着的两人發生性關係。米洛什被引導到一人身上，莱拉電影中的蒙面人则与另一人性交。米洛什沒有註意到被他强奸的人直肠正在大量流血。武克米尔随后透露蒙面人是他的兄弟马尔科。马尔科强奸的人是玛丽亚，而米洛什的受害者则是他的兒子佩塔尔。武克米尔的醫生隨後搖搖晃晃地走進倉庫，衣服凌亂不堪，她的下体沾滿了鮮血。她手裡拿著一根血跡斑斑的金屬管，暗示她因为注射了和米洛什一样的药，也变得性興奮，具有攻擊性，因此用金属管自慰，最后因陰道大量出血跌倒死亡。此时所有人的注意力都被轉移了，憤怒的米洛什沖向武克米尔並將他的頭撞在地板上，玛丽亚咬了马尔科的頸靜脈然後用一尊雕塑將他打死。米洛什從一名警衛手中奪過一把槍，射殺了除拉沙以外的所有人，最后將勃起的陰莖插入他空洞的眼窩殺死了他。垂死的武克米尔稱讚米洛什的行為真正值得拍成一部電影。
米洛什从昏迷中醒来后，想起之前將他的妻子和兒子鎖在地下室裡，便回家找他們。他和他的妻子達成共識，應該和兒子一起死去，于是三人擁抱在床上，然後米洛什對三人都開了致命一槍。一段時間後，包括之前看到的禿頭男子在內的新攝製組進入了臥室。他拉開拉鍊，導演建議他“從小男孩開始”。

## 演员
- 斯爾詹·托多羅維奇（英语：Srđan Todorović） 饰 米洛什
- 謝爾蓋‧特里富諾維奇（英语：Sergej Trifunović） 饰 武克米尔
- 耶莱娜·加夫里洛维奇（英语：Jelena Gavrilović） 饰 玛丽亚
- 斯洛博丹·貝什蒂奇（英语：Slobodan Beštić） 饰 马尔科
- 卡塔琳娜·茹蒂奇（英语：Katarina Žutić） 饰 莱拉
- 安杰拉·内纳多维奇 饰 耶察
- 安娜·萨基奇 饰 耶察的妈妈
- 莉迪亚·普萊特尔 饰 耶察的奶奶
- 莱娜·波格丹诺维奇（英语：Lena Bogdanović） 饰 医生
- 卢卡·米亚托维奇 饰 佩塔尔
- 内纳德·海拉科维奇 饰 看守人甲
- 卡尔尼·杰里奇 饰 看守人乙
- 马尔科·茨尔连 饰 看守人丙
- 阿龙·谢里登 饰 万斯·泰勒
- 米奥德拉格·克尔奇马里克 饰 拉沙
- 塔尼娅·迪夫尼奇 饰 幼稚園老師
- 娜塔莎·米柳什 饰 孕妇

## 外部連結
- 互联网电影数据库（IMDb）上《一部塞尔维亚电影》的资料（英文）
- 爛番茄上《一部塞尔维亚电影》的資料（英文）